# René Hamel
René Nicolas Adrien Hamel (14 de outubro de 1902 — 7 de novembro de 1992) foi um ciclista francês, ativo durante a década de 1920. Representou França nos Jogos Olímpicos de Verão de 1924 em Paris, conquistando a medalha de ouro no contrarrelógio por equipes, formando equipe com Armand Blanchonnet e Georges Wambst; e a de bronze na estrada individual, atrás de Armand Blanchonnet e Henri Hoevenaers.